# قائمة حروب الأردن منذ 1921
هذه قائمة الحروب التي شاركت فيها المملكة الأردنية الهاشمية والدول التي سبقتها منذ عام 1921 إلى الآن.
| اسم الحرب/الصراع                          | الاردن وحلفائه                                                                                | الخصم                              | النتائج                                                    | قائد الأردن              | خسائر القوات الأردنية |
| ----------------------------------------- | --------------------------------------------------------------------------------------------- | ---------------------------------- | ---------------------------------------------------------- | ------------------------ | --------------------- |
| تمرد الكورة (1921, 1923)                  | Transjordan · المملكة المتحدة                                                                 | الشيخ كليب الشريدة                 | الانتصار - هزيمة الثورة.                                   | عبد الله الأول بن الحسين | +15                   |
| ثورة العدوان (1923)                       | Transjordan · المملكة المتحدة                                                                 | سلطان العدوان                      | الانتصار - هزيمة السلطان عدوان ونفيه.                      | عبد الله الأول بن الحسين | ~100                  |
| غارات الإخوان على شرق الأردن (1922, 1924) | شرق الأردن · المملكة المتحدة                                                                  | إخوان من أطاع الله                 | الانتصار - صد الهجوم.                                      | عبد الله الأول بن الحسين | ~200                  |
| الحرب الأنجلو-عراقية (1941)               | المملكة المتحدة · عبد الإله بن علي الهاشمي الموالون · إمارة شرق الأردن · أستراليا · نيوزيلندا | العراق · ألمانيا النازية · إيطاليا | الانتصار - إعادة تنصيب السلالة الهاشمية في العراق.         | عبد الله الأول بن الحسين | غير معروف             |
| الحملة السورية اللبنانية (1941)           | المملكة المتحدة · إمارة شرق الأردن · أستراليا · Free France · تشيكوسلوفاكية                   | فرنسا الفيشية                      | الانتصار - خضوع سوريا ولبنان لسيطرة القوات الفرنسية عليها. | عبد الله الأول بن الحسين | غير معروف             |

## المملكة الأردنية الهاشمية (1946 – الآن)
| اسم الحرب/الصراع                                       | الاردن وحلفائه | الخصم                                                             | النتائج | قائد الأردن              | خسائر القوات الأردنية     |
| ------------------------------------------------------ | --- | ----------------------------------------------------------------- | --- | ------------------------ | ------------------------- |
| حرب 1948(1948–1949)                                    | المملكة المصرية العراق الأردن Syria لبنان السعودية المملكة المتوكلية اليمنية جيش الجهاد المقدس ALA                                                                                             | إسرائيل                                                           | Partial victory (overall Arab defeat) - Tactical and strategic Arab failure - هدنة 1949 - الإدارة الأردنية للضفة الغربية | عبد الله الأول بن الحسين | ~1,000 dead               |
| حرب 1967(1967)                                         | مصر سوريا الأردن Iraq لبنان | إسرائيل                                                           | هزيمة - استولت إسرائيل على قطاع غزة، شبه جزيرة سيناء، الضفة الغربية وهضبة الجولان                                        | الحسين بن طلال           | ~700                      |
| حرب الاستنزاف(1967–1970) معركة الكرامة (1968)          | الأردن PLO | إسرائيل                                                           | الانتصار - الكرامة تدمير المخيم وصد غارة اسرائيلية                                                                       | الحسين بن طلال           | 40-84 dead                |
| Black September(1970–1971)                             | الأردن | PLO سوريا                                                         | الانتصار - طردت منظمة التحرير الفلسطينية إلى لبنان، وصدت الغارة السورية                                                  | الحسين بن طلال           | 537 dead                  |
| عملية الأرض المحروقة(2009–2010)                        | اليمن السعودية الأردن المغرب | حوثيون                                                            | التورط - الحوثيون يعززون سيطرتهم على صعدة                                                                                | الحسين بن طلال           | عبد الله الثاني بن الحسين |
| الحرب الأهلية الليبية(2011)                            | NTC NATO - فرنسا - المملكة المتحدة - الولايات المتحدة - بلجيكا - كندا - الدنمارك - هولندا - النرويج - إسبانيا - تركيا الأردن قطر السويد الإمارات العربية المتحدة                               | Libya                                                             | الانتصار - الانقلاب على معمر القذافي في ليبيا - مقتل معمر القذافي - حل نظام الحكم في ليبيا تحت قيادة معمر القذافي        | None                     | عبد الله الثاني بن الحسين |
| التدخل العسكري الدولي ضد تنظيم الدولة الإسلامية(2014–) | العراق كردستان العراق الجيش السوري الحر كردستان السورية الولايات المتحدة المملكة المتحدة الأردن تركيا المغرب أستراليا بلجيكا كندا الدنمارك فرنسا البحرين قطر السعودية الإمارات العربية المتحدة | تنظيم الدولة الإسلامية تنظيم القاعدة - جبهة النصرة - جماعة خراسان | فوز - التدخل العربي الأميركي الأحادي الجانب ضد الإسلاميين السوريين                                                       | 1 dead                   | عبد الله الثاني بن الحسين |
| التدخل العسكري في اليمن(2015–)                         | عبد ربه منصور هادي الحراك الجنوبي السعودية الإمارات العربية المتحدة البحرين الكويت قطر الأردن المغرب السودان مصر السنغال                                                                       | اللجنة الثورية - حوثيون - علي عبد الله صالح                       | مستمر - الحوثيون يحلون الحكومة اليمنية - الحوثيون يسيطرون على شمال اليمن                                                 | None                     | عبد الله الثاني بن الحسين |